# ベンチュラ郡
ベンチュラ郡（英語: Ventura County）は、アメリカ合衆国カリフォルニア州南部、太平洋岸に面している郡。ロサンゼルス大都市圏に含まれる。北部をカーン郡、西部をサンタバーバラ郡、東部をロサンゼルス郡と接する。カリフォルニア州で比較的裕福な郡のひとつとされている。人口は84万3843人（2020年）。

## 主な都市
ヴェンチュラ郡には下記の市と、市制施行されていないいくつかの町村がある。主な市は下記の通り。
- オックスナード
- サウザンドオークス
- シミバレー
- ヴェンチュラ（郡庁所在地）
- カマリロ
- ムーアパーク
- サンタポーラ（英語版）
- ポート・ワイニミ（英語版）
- フィルモア（英語版）
- オーハイ